# Čchiao Š’
Čchiao Š’ (čínsky pchin-jinem Qiáo Shí, znaky zjednodušené 乔石, tradiční 喬石, 24. prosince 1924 Šanghaj – 14. června 2015 Peking) byl vrcholný politik v Čínské lidové republice, kde byl v letech 1987–1997 členem Stálého výboru politbyra ústředního výboru Komunistické strany Číny, tedy nejužšího vedení Komunistické strany Číny.
Boj o nejvyšší vedení nad ním koncem osmdesátých let vyhrál Ťiang Ce-min, který se stal Generálním tajemníkem ústřední výboru Komunistické strany Číny v roce 1989, a Čchiao Š’ se tak stal pouze předsedou Všečínského shromáždění lidových zástupců, kteroužto funkci zastával v letech 1993 až 1998.
Členem Komunistické strany Číny se stal už v šestnácti letech, kdy byl součástí studentského hnutí proti Kuomintangu. Za kulturní revoluce po roce 1966 byl ovšem perzekvován, protože jeho manželka Jü Wen byla neteří jednoho z klíčových Čankajškových poradců. Byl vyhozen z pozice v Oddělení mezinárodních vztahů ústředního výboru Komunistické strany Číny a i s manželkou byl odeslán do venkovských pracovních táborů. Do Oddělení mezinárodních vztahů se mohl vrátit až v roce 1971, kdy se jeho vedení ujal Keng Piao. V roce 1978 se stal zástupcem ředitele a od roku 1982 do roku 1983 oddělení sám vedl. Následně se stal součástí Sekretariátu ústředního výboru Komunistické strany Číny. Když v roce 1985 přeběhl velitel špionáže Jü Čchiang-šeng do Spojených států amerických, musel rezignovat předseda Politické a právní komise ústředního výboru Komunistické strany Číny Čchen Pchi-sien a uvolněnou funkci získal Čchiao Š’, který ji následně zastával až do listopadu 1992. V roce 1985 byl rovněž zvolen do Politbyra ústředního výboru Komunistické strany Číny.
Čchiao Š’ bývá považován za jednu z klíčových postav v pozadí masakru na náměstí Nebeského klidu, ovšem není zcela jisté, jaké postoje zastával. Na rozdíl od Čao C’-janga a Chu Čchi-liho, který byli pro svůj nesouhlas s masakrem odvoláni, si ovšem svoje funkce udržel.